# Sítio Roberto Burle Marx
Il Sítio Roberto Burle Marx (SRBM) è una proprietà situata nel quartiere di Barra de Guaratiba, nella zona occidentale di Rio de Janeiro. É un'unità speciale dell'Instituto do Patrimônio Histórico e Artístico Nacional (IPHAN), vincolato dal Ministério da Cidadania.

## Descrizione
Il sito è dedicato a Roberto Burle Marx, ambientalista, artista plastico e architetto paesaggista brasiliano noto a livello internazionale, che vi abitò dal 1973 fino al giorno della sua morte, il 4 giugno 1994. Burle Marx aveva acquisito la proprietà, originariamente denominata Sítio Santo Antônio da Bica, insieme a suo fratello Siegfried nel 1949, e la donò poi, nel 1985, all'Instituto do Patrimônio Histórico e Artístico Nacional, lo stesso anno in cui era stato riconosciuto come patrimonio culturale brasiliano e nel 2000 è entrato ufficialmente nell'elenco, sei anni dopo la morte del paesaggista. Dal 2021 il Sítio è iscritto nella lista del patrimonio mondiale dell'UNESCO per il suo design modernista unico e la sua importanza per la conservazione ambientale e culturale.
Il sito ricopre una superficie di oltre 400.000 m², dove è raccolta una delle più importanti collezioni di piante tropicali e semitropicali del mondo, iniziata quando Roberto Burle Marx aveva sei anni. Coltivata in giardini e vivai all'aperto, la collezione è composta da più di 3.500 specie di piante, tra cui esemplari unici delle famiglie di Araceae, Arecaceae, Bromeliaceae, Cycadaceae, Heliconiaceae, Marantaceae e Velloziaceae. Questo insieme di piante viventi si è adattato perfettamente alla natura endemica del sito, costituita da mangrovie, restinga e Foresta atlantica.
Sul sito esistevano originariamente un'antica casa colonica e una piccola cappella del XVII secolo dedicata a Santo Antônio de Lisboa, edifici che furono poi restaurati e, nel 1973, la casa divenne la residenza nonché atelier di Roberto Burle Marx in cui l'artista riceveva regolarmente colleghi ed amici dell'élite culturale brasiliana, quali gli architetti Lúcio Costa, Oscar Niemeyer, il botanico Henrique Lahmeyer de Mello Barreto l’artista botanica Margaret Mee, a cui ha dedicato un vivaio che ospita una vasta collezione di anthuriums e bromeliacae.
Dopo la morte del paesaggista, la sua residenza è stata trasformata, nell'agosto 1999, nella Casa-Museo di Burle Marx. Oltre agli ambienti originali e agli oggetti personali, sono esposti oggetti d'arte e artigianali acquistati da Burle Marx nel corso della sua vita. La collezione conta più di 3000 pezzi, tra cui opere dello stesso Roberto che, oltre ad essere un paesaggista, era anche pittore, disegnatore, scultore e cantante